# Trolli Arena
A Playmobil-Stadion más néven Trolli Arena egy német labdarúgó-stadion. 
- Kapacitása: 15.000 fő
- Elhelyezkedés:  Fürth, Németország
- Megnyitás ideje: 1910. szeptember 11.
- Bérlők: SpVgg Greuther Fürth
- Korábbi nevei: Playmobil-Stadion, Sportplatz am Ronhofer Weg gegenüber dem Zentral-Friedhof

## Fordítás
Ez a szócikk részben vagy egészben  a   Trolli Arena című angol Wikipédia-szócikk fordításán alapul.  Az eredeti cikk szerkesztőit annak laptörténete sorolja fel. Ez a jelzés csupán a megfogalmazás eredetét és a szerzői jogokat jelzi, nem szolgál a cikkben szereplő információk forrásmegjelöléseként.